# Deutsch Schützen-Eisenberg
Deutsch Schützen-Eisenberg är en kommun  i Österrike. Den ligger i distriktet Oberwart i förbundslandet Burgenland, i den östra delen av landet, 120 km söder om huvudstaden Wien. Den gränsar i öster till Ungern.
Kommunen består av fem orter (Ortschaften) (inom parentes invånarantal 1 januari 2024):
- Deutsch-Schützen (360)
- Edlitz im Burgenland (94)
- Eisenberg an der Pinka (450)
- Höll (59)
- Sankt Kathrein im Burgenland (98)